# Juan Cervera Valderrama
Juan Cervera Valderrama (San Fernando, Cádiz,  8 de octubre de 1870 - Puerto Real, Cádiz,  17 de noviembre de 1952) fue un militar de la Armada Española que alcanzó el grado de Almirante. Era sobrino del también almirante Pascual Cervera y Topete, cuya flota fue destruida por la marina estadounidense en la Batalla naval de Santiago de Cuba en la guerra hispano-estadounidense en 1898.

## Biografía
Ingresó en la Escuela Naval en el año 1886. Tomó parte en las campañas de Filipinas, Marruecos de 1893 y Cuba de 1895 a 1897.  
Fue jefe del Estado Mayor Central de la Armada desde el 28 de noviembre de 1927 hasta el 21 de agosto de 1931 cuando, tras la proclamación de la Segunda República Española, solicitó la baja del servicio activo, pero la solicitud fue denegada y se le nombró jefe del Departamento Marítimo de Cartagena. En la guerra civil española se unió al bando sublevado liderado por el general Francisco Franco, que le nombró Jefe del Estado Mayor de la Armada Nacional. El 17 de mayo de 1939 fue ascendido a almirante y el 16 de agosto del mismo año dejó el servicio activo.
Fue nombrado el 1 de octubre de 1961 I marqués de Casa de Cervera por Francisco Franco a título póstumo. Posteriormente, fue inhumado en el Panteón de Marinos Ilustres de San Fernando (Cádiz) el 30 de abril de 1962. Tras su muerte se publicaron sus memorias: Memorias de Guerra. 1936-1939. El título fue suprimido el 21 de octubre de 2022 tras la entrada en vigor de la Ley de Memoria Democrática.

## Imputación en la causa contra el franquismo
Juan Cervera Valderrama fue jefe del Estado Mayor de la Armada del bando nacional, durante la guerra civil española. Cervera fue reconocido en 1952 por el dictador Francisco Franco como Marqués de Casa Cervera (título suprimido por la Ley de Memoria Democrática). Sus restos trasladados al Panteón de Marinos Ilustres de San Fernando (Cádiz) en 1962, con una lápida donde se lee: “Jefe del Estado Mayor de la Armada. Lo Gobernó en los días difíciles. De la Guerra de Liberación. La Patria honra su recuerdo”. Juan Cervera era miembro de una ilustre saga militar de la que también formaba parte su tío, Pascual Cervera y Topete, derrotado en la batalla naval frente a Santiago de Cuba en 1898 y cuyos restos también reposan en el Panteón.
Juan Cervera Valderrama, Francisco Moreno Fernández y Salvador Moreno Fernández tuvieron una implicación directa en los bombardeos sufridos por la población civil malagueña en la huida por la carretera nacional 340 conocida como La Desbandá o La Juía, en la que murieron entre 3.000 y 5.000 civiles, según las estimaciones más conservadoras. En aquellos días de febrero, de los que ahora se conmemora el aniversario, el Cervera, el Baleares y el Canarias efectuaron bombardeos desde el mar que causaron estragos mediante el impacto directo sobre los civiles o sobre los taludes que flanquean el camino.
Juan Cervera Valderrama, Francisco Moreno Fernández y Salvador Moreno Fernández están enterrados con todos los honores en el Panteón de Marinos Ilustres de San Fernando (Cádiz), situado dentro del recinto de la Escuela de Suboficiales de la Armada de esa localidad, y de acceso público. La Asociación por la Memoria Militar Democrática registró una petición al Ministerio de Defensa para que se exhumen sus restos mortales del Panteón de Marinos Ilustres de San Fernando (Cádiz) y se eliminen sus placas y lápidas en aplicación de la Ley de Memoria Democrática, que obliga a la retirada de elementos conmemorativos de la sublevación, la dictadura y la represión, también cuando se trate de edificios de carácter privado o religioso, pero tengan proyección pública, como es el caso del Panteón, un espacio con promoción turística y abierto al público para visitas guiadas individuales o en grupo.
| Predecesor: José Rivera Álvarez de Canero | Jefe del Estado Mayor Central de la Armada 28 de noviembre de 1927-21 de agosto de 1931 | Sucesor: Francisco Javier de Salas              |
| Predecesor: —                             | Jefe del Estado Mayor Central de la Armada 28 de octubre de 1936-16 de agosto de 1939   | Sucesor: Vacante Alfonso Arriaga Adam (En 1942) |